# Xã Cooper, Quận Monona, Iowa
Xã Cooper (tiếng Anh: Cooper Township) là một xã thuộc quận Monona, tiểu bang Iowa, Hoa Kỳ. Năm 2010, dân số của xã này là 685 người.